# 山の音楽家
山の音楽家（やまのおんがくか、原題：Ich bin ein Musikante）は、ドイツの民謡。みんな音楽家（みんなおんがくか）という訳詞もある。

## ドイツ語版
ドイツ語原題は「Ich bin ein Musikante（直訳すると「私は音楽家」）」。
歌詞の内容は、シュヴァーベンの音楽家たちがトランペット・ヴァイオリン・ティンパニ・クラリネット・フルート・ピアノ・トライアングル・ファゴット・ドラムといった楽器を演奏することができるというものである。

## 日本語版
日本では2種の子供向けの訳詞がよく知られている。
山の音楽家
水田詩仙（黒沢隆朝）の日本語詞による。1964年4月-5月にNHKの音楽番組『みんなのうた』で服部克久の編曲、ダークダックスの歌によって放送された。映像は「グループクレアード」製作の人形アニメ。
みんな音楽家
山川啓介の日本語詞による。

### 歌詞
水田詩仙による日本語詞「山の音楽家」は原詞とは異なり、リスがヴァイオリン、ウサギがピアノ、小鳥がフルート、タヌキが太鼓をそれぞれ演奏する内容である。
山川啓介による日本語詞「みんな音楽家」は、自分がトランペットなどの楽器を演奏することができるという内容である。
また、NHK『おかあさんといっしょ』のコーナー「ぐ〜チョコランタン」の登場キャラクターが歌う「山の音楽家」は、水田詩仙による日本語詞がベースだが、アネムがヴァイオリン、スプーがラッパ、ジャコビが太鼓、ズズが鈴をそれぞれ演奏する内容である。（『NHKおかあさんといっしょ ファミリーコンサート ようこそ♪歌う森のパーティーへ』に収録されている）

## 編曲
- 名手とビギナー、夢の競演?! - 石川芳の編曲。『おもしろ変奏曲にアレンジ! 〜童謡唱歌〜』（ヤマハミュージックメディア）に掲載。

## 絵本
- 『わらべうたえほん やまのおんがくか』
  - 訳詩：水田詩仙、絵：鈴木幸枝。ひさかたチャイルド、2014年。ISBN 9784865490121